# داء المشوكات
داء المُشْوِكات أو داء المكورات المشوكة أو الاكينوكية  (باللاتينية: echinococcosis) أو مرض الأكياس المائية أو الكيس العدري هو مرض طفيلي يصيب الديدان الشريطية من النوع المشوكة. النوعان الرئيسيان للمرض هما داء المشوكات الكيسي (المعروف أيضاً باسم داء التكيس الديداني) وداء المشوكات السنخي. تشمل الأشكال الأقل شيوعًا داء المشوكات متعدد الكيسات (polycystic echinococcosis) الناتج عن الطفيلي (E. vogeli) وداء المشوكات وحيد الكيس (unicystic echinococcosis) الناتج عن الطفيلي (E. oligarthrus).
غالبًا ما يبدأ المرض بدون أعراض وقد يستمر لسنوات. تعتمد الأعراض والعلامات التي تحدث على مكان الكيس وحجمه. يبدأ مرض داء المشوكات السنخي عادةً في الكبد، ولكن يمكن أن ينتشر إلى أجزاء أخرى من الجسم مثل الرئتين أو الدماغ. عندما يتأثر الكبد قد يعاني المريض من آلام في البطن وفقدان الوزن إلى جانب تلون الجلد باللون الأصفر بسبب اليرقان. قد تسبب أمراض الرئة ألمًا في الصدر وضيقًا في التنفس وسعالًا.
تنتشر العدوى إلى الإنسان عندما تناول الطعام أو شرب الماء الذي يحتوي على بيض الطفيلي أو عن طريق الاتصال الوثيق مع حيوان مصاب. يتم إطلاق البيض في براز الحيوانات التي تأكل اللحوم المصابة بالطفيلي. تشمل الحيوانات المصابة بشكل شائع الكلاب والثعالب والذئاب. لكي تصاب هذه الحيوانات بالعدوى يجب أن تأكل أعضاء الحيوان الذي يحتوي على الخراجات مثل الأغنام أو القوارض. يعتمد نوع المرض الذي يصيب الإنسان على نوع المشوكة المسبب للعدوى. يتم التشخيص عادةً عن طريق الموجات فوق الصوتية من خلال استخدام التصوير المقطعي المحوسب (CT) أو التصوير بالرنين المغناطيسي (MRI). قد تكون اختبارات الدم التي تجرى للبحث عن أجسام مضادة للطفيليات مفيدة أيضًا وكذلك الخزعة.
الوقاية من المرض الكيسي تكون بعلاج الكلاب التي قد تحمل المرض وتحصين الأغنام. غالبًا ما يكون العلاج صعبًا. قد يتم تصريف المرض الكيسي من خلال الجلد ومن ثم تناول الدواء. في بعض الأحيان تتم مراقبة هذا النوع من المرض فقط. غالبًا ما يتطلب الشكل السنخي تدخلاً جراحيًا يتبعه علاج بالأدوية. الدواء المستخدم هو ألبيندازول وقد يستخدمه الإنسان لسنوات. قد يؤدي داء المشوكات السنخي إلى الوفاة.
يحدث المرض في معظم مناطق العالم ويصيب حاليًا حوالي مليون شخص. في بعض مناطق أمريكا الجنوبية وأفريقيا وآسيا يصاب ما يصل إلى 10٪ من السكان. في عام 2015 تسبب الشكل الكيسي في وفاة حوالي 1200 شخص مقارنة بـ 2000 وفاة في عام 1990. تقدر التكلفة الاقتصادية للمرض بحوالي 3 مليارات دولار أمريكي سنويًا. يصنف المرض على أنه مرض استوائي مهمل (NTD) وينتمي إلى مجموعة الأمراض المعروفة باسم داء الديدان الطفيلية (عدوى الديدان أو الداء الديداني). يمكن أن يصيب الحيوانات الأخرى مثل الخنازير والأبقار والخيول.
تعد المصطلحات المستخدمة في هذا المجال أمرًا بالغ الأهمية، حيث يتطلب داء المشوكات مشاركة متخصصين من جميع التخصصات تقريبًا. في عام 2020 أدى جهد دولي لعلماء من 16 دولة إلى إجماع مفصل حول المصطلحات التي يجب استخدامها أو رفضها في علم الوراثة وعلم الأوبئة والبيولوجيا والمناعة والجوانب السريرية لمرض المشوكات.

## دورة حياة الطفيلي
تتكون دورة حياة الطفيلي من جزئين:
- جزء في المضيف المؤقت وهو حيوان يأكل العشب كالخروف والبقر والإنسان.
- جزء في المضيف الدائم وهو حيوان يأكل اللحوم مثل الكلب.

## طريقة العدوى
يأكل المضيف الدائم (كالكلب) اللحم الملوث بالطفيلي (مثلا كبد الخروف المصاب بالمشوكات) فيتحول الطفيلي إلى دودة بالغة شريطية في أمعاء الكلب، وهذه تنتج بيوضاً تطرحها مع غائط الكلب. عندما تتلوث الخضروات بغائط الكلب فإن الحيوان العشبي مثل الخروف أو الإنسان إذا تناول هذه الخضروات الملوثة بالبيوض (بالنسبة للإنسان عن طريق الخضروات غير المغسولة جيداً) فإن البيوض تدخل في أمعاء الإنسان أو الخروف فتفقس ويسبح الطفيلي مع الدم إلى الكبد أو الرئتين أو الكلية، وهناك يستقر فينمو بشكل كيس. في داخل هذا الكيس تنمو آلاف من يرقات الطفيلي. إذا كان المضيف هذا هو خروف فإنه إذا ذبح وأكل الكلب من اللحم الملوث فإنه سيصاب بالطفيلي الذي سيكمل دورة حياته في الكلب وهكذا.

## أعراض المرض
لا يسبب الكيس عادةً أعراضاً، لكنه يكبر، ما قد يسبب أعراضاً بسبب ضغط الكيس على الأعضاء المجاورة له.
كما قد ينفجر الكيس ما يؤدّي إلى صدمة تأقية.

## التشخيص
عن طريق بالتصوير المقطعي المحوسب أو تخطيط الصدى.
ممكن أيضا فحص الدم في بعض الأحيان لكن هذا الفحص لا يظهر الإصابة في نصف المصابين.

## المضاعفات والمخاطر
- الضغط على الأعضاء المجاورة مثلا قناة المرارة مما يسبب ارتفاع المادة الصفراء في الجسم (البيليروبين) والتهاب قنوات الصفراء بسبب انسدادها.
- الضغط على الأوعية الدموية المجاورة.
- انفجار الكيس وهذا يؤدي إلى انتشار اليرقات الصغيرة داخل الكيس إلى بقية الاعضاء فاذا انفجر إلى داخل التجويف البطني فستسقر اليرقات على الصفاق وتكوّن كل يرقة كيساً جديداً.
- ممكن أن يؤدي انفجار الكيس إلى الصدمة التأقية مما يؤدي إلى الإغماء وانخفاض ضغط الدم الشديد وقد يؤدي إلى الوفاة.
- ممكن أن يحصل التهاب في الكيس ويتحول إلى خراج في الكبد أو الرئة.

## العلاج
هناك دواء يفيد للعلاج اسمه ألبيندازول يعطي بجرعة 400 مغ مرتين في اليوم.
لكن الجراحة تبقى هي الوسيلة الأحسن لأن الدواء قد لا يتمكن من الوصول إلى داخل الكيس.